# Рудник Зарнісор (Алтин-Топкан)
Рудник Зарнісор (Алтин-Топкан) – гірничодобувний майданчик на півночі Таджикистану. В радянський період був відомий як Алтин-Топкан.
Розробка свинцево-цинкового родовища Алтин-Топкан почалась у 1954 році, при цьому нею спершу опікувався Алтин-Топканський свинцево-цинковий комбінат, що з 1967-го став Алтин-Топканським рудоуправлінням новоствореного Алмалицького гірничо-металургійного комбінату. Руда надходила для переробки на свинцево-цинкову збагачувальну фабрику, яка діяла в околицях станції «Тереклі».
Первісно рудник використовував відкритий спосіб розробки, допоки в 1971-му не стався обвал гори Ак-Таш, що утворювала північний борт кар’єра. Є відомості, що глибина кар’єру досягнула 200 метрів і всього за час відкритої розробки було вилучено 10,1 млн тон руди. Втім, ще з 1958-го почались підземні роботи, які після закриття кар’єру стали єдиним способом ведення робіт.
З розпадом СРСР Алмалицький комбінат відійшов Узбекистану, проте ще певний час продовжував на умовах концесії роботи на руднику Олтин-Топкан. В 1998-му на тлі падіння цін на метали розробка родовища припинилась, а в 2000-му концесійну ділянку повернули Таджикистану. На цей час родовища Алтин-Топканського рудного поля (де також працював рудник Пай-Булак) вже видали 63 млн тон руди, що містили 845 тис тонн свинцю та 943 тис тонн цинку, і абсолютна більшість цього об’єму надійшла з Алтин-Топкану.
В 2007-му для продовження розробки створили компанію Tajik-China Mining («Таджицько-Китайська гірничопромислова компанія»), яка на початку 2010-х відновила розробку Олтин-Топкана, щодо якого також почали вживати назву Зарнісор. Наразі видобута руда надходить на споруджену інвестором нову збагачувальну фабрику у Зарнісорі.